# Ed Coode
Edward Coode (Bodmin, 19 juni 1975) is een Brits voormalig roeier. Coode maakte zijn debuut met een bronzen medaille in de vier-met-stuurman tijdens de Wereldkampioenschappen roeien 1997. Twee jaar later was Coode onderdeel van de Britse vier-zonder-stuurman ploeg die wereldkampioen werd tijdens de Wereldkampioenschappen roeien 1999. Coode maakte zijn Olympisch debuut tijdens de Olympische Zomerspelen 2000 met een vierde plaats in de twee-zonder-stuurman. Bij de Wereldkampioenschappen roeien 2001 werd Coode voor de tweede maal wereldkampioen in de vier-zonder-stuurman. Twee jaar later behaalde Coode de bronzen medaille in de acht tijdens de Wereldkampioenschappen roeien 2003. Bij de Olympische Zomerspelen 2004 beëindigde Coode zijn carrière met de Olympisch titel in de vier-zonder-stuurman.
Coode studeerde aan de prestigieuze Universiteit van Oxford.

## Resultaten
- Wereldkampioenschappen roeien 1997 in Aiguebelette-le-Lac  in de vier-met-stuurman
- Wereldkampioenschappen roeien 1998 in Keulen 7e in de acht
- Wereldkampioenschappen roeien 1999 in St. Catharines  in de vier-zonder-stuurman
- Olympische Zomerspelen 2000 in Sydney 4e in de twee-zonder-stuurman
- Wereldkampioenschappen roeien 2001 in Luzern  in de vier-zonder-stuurman
- Wereldkampioenschappen roeien 2003 in Milaan  in de acht
- Olympische Zomerspelen 2004 in Athene  in de vier-zonder-stuurman

1904: Arthur Stockhoff & August Erker & Albert Nasse & George Dietz ·
1908: Robert Cudmore & James Angus Gillan & Duncan Mackinnon & Robert Somers-Smith ·
1924: Charles Eley & James MacNabb & Robert Morrison & Terence Sanders ·
1928: John Lander & Michael Warriner & Richard Beesly & Edward Bevan ·
1932: John Badcock & Hugh Edwards & Jack Beresford & Rowland George ·
1936: Rudolf Eckstein & Anton Rom & Martin Karl & Wilhelm Menne ·
1948: Giuseppe Moioli & Elio Morille & Giovanni Invernizzi & Franco Faggi ·
1952: Duje Bonačić & Velimir Valenta & Mate Trojanović & Petar Šegvić ·
1956: Archibald MacKinnon & Walter D'Hondt & Lorne Loomer & Donald Arnold ·
1960: Arthur Ayrault & Ted Nash & John Sayre & Richard Wailes ·
1964: John Ørsted Hansen & Bjørn Hasløv & Erik Petersen & Kurt Helmudt ·
1968: Frank Forberger & Frank Rühle & Dieter Grahn & Dieter Schubert ·
1972: Frank Forberger & Frank Rühle & Dieter Grahn & Dieter Schubert ·
1976: Siegfried Brietzke & Andreas Decker & Stefan Semmler & Wolfgang Mager ·
1980: [[Jürgen Thiele] & Andreas Decker & Stefan Semmler] & Siegfried Brietzke ·
1984: Les O'Connell & Shane O'Brien & Conrad Robertson & Keith Trask ·
1988: Roland Schröder & Thomas Greiner & Ralf Brudel & Olaf Förster ·
1992: Andrew Cooper & Nick Green & Mike McKay & James Tomkins ·
1996: Nick Green & Drew Ginn & James Tomkins & Mike McKay ·
2000: James Cracknell & Steve Redgrave & Tim Foster & Matthew Pinsent ·
2004: Steve Williams & James Cracknell & Ed Coode & Matthew Pinsent ·
2008: Tom James & Pete Reed & Andrew Triggs-Hodge & Steve Williams ·
2012: Alex Gregory & Pete Reed & Tom James & Andrew Triggs-Hodge ·
2016: Alex Gregory & Constantine Louloudis & George Nash & Mohamed Sbihi ·
2020: Alexander Purnell & Spencer Turrin  & Jack Hargreaves  & Alexander Hill ·
2024: Nick Mead & Justin Best & Michael Grady & Liam Corrigan